# Schneemaus
Die Schneemaus (Chionomys nivalis, Syn.: Microtus nivalis; Arvicola nivalis) ist ein Säugetier aus der Unterfamilie der Wühlmäuse (Arvicolinae). Diese relativ große und langschwänzige Wühlmaus bewohnt die Gebirge im südlichen Europa und in Vorderasien bis in 4700 m Höhe und kommt auch in den Alpen vor. Sie besiedelt überwiegend alpine Matten und Halden aus grobem Geröll oberhalb der Baumgrenze. Die Art gilt laut IUCN als ungefährdet.

## Merkmale
Die Schneemaus ist eine relativ große und langschwänzige Wühlmaus. Die Kopf-Rumpf-Länge beträgt 90–140 mm, die Schwanzlänge 50–76 mm, die Länge des Hinterfußes 17,0–22,5 mm und die Ohrlänge 13–19 mm. Die Tiere wiegen 19–60 g, selten bis 68 g. Das wie bei allen Arten der Gattung Chionomys weiche und dichte Fell ist oberseits lichtgrau mit bräunlichem Anflug, die Unterseite ist weißlich. Die Fußoberseiten und die Ohren sind kurz weiß behaart, der Schwanz ist ebenfalls weiß behaart und hat auch eine weiße Endquaste. Die Schnurrhaare sind ebenfalls gattungstypisch mit über 35 mm sehr lang.

## Verbreitung

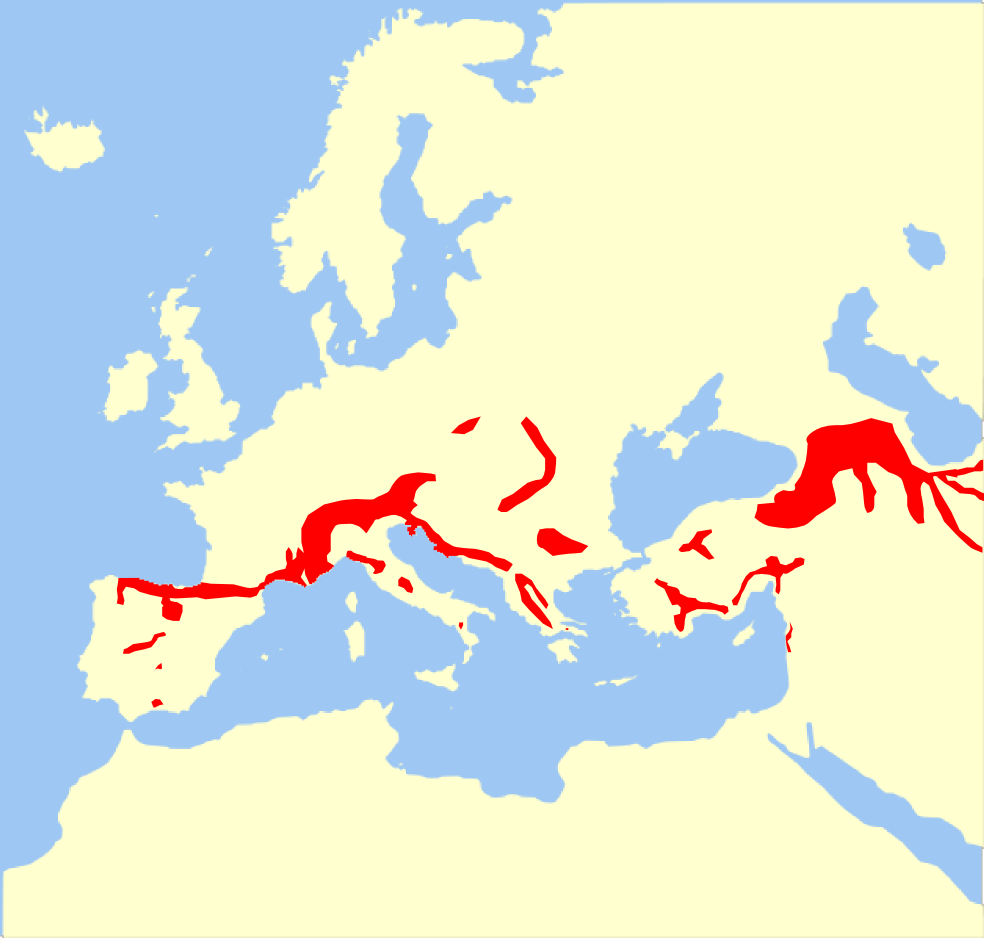
Verbreitungsgebiet

Das Verbreitungsgebiet der Schneemaus umfasst die Gebirge im südlichen Europa und in Vorderasien. Das räumlich stark zersplitterte (disjunkte) Areal reicht von Südspanien über die Pyrenäen, Südfrankreich, die Alpen, die Karpaten und die Balkanhalbinsel nach Osten bis in die Türkei und das Zagrosgebirge im Iran und nach Süden bis in den Libanon.

## Lebensraum
Die Art ist anders als die meisten Wühlmäuse an mit anstehendem Fels und grobem Gestein durchsetzte Böden gebunden und kommt als einzige europäische Wühlmaus auch im Hochgebirge vor. Die Schneemaus besiedelt die Alpen in Höhen zwischen 1000 und 4000 m, andere Gebirge bis in 4700 m Höhe. Sie bewohnt überwiegend alpine Matten und Halden aus grobem Geröll oberhalb der Baumgrenze. Vor allem im mediterranen Bereich besiedelt die Art jedoch auch trockene und felsige Hänge mit Gebüsch oder lockerem Baumbestand und ist dort bereits in Höhen ab 125 bis 250 m vertreten. Gelegentlich bewohnen die Tiere auch Berghütten und andere Gebäude.

## Lebensweise
Schneemäuse sind tag- und nachtaktiv und sonnen sich gern. Die Tiere springen und klettern sehr gut. Sie leben in kleinen Kolonien, die Baue befinden sich in Felsspalten oder flach unter der Erde und bestehen aus einer Wohnkammer, einem Nahrungsdepot und einem Kotplatz. Das häufig neben Steinen angelegte Einschlupfloch zum Bau wird bei plötzlich einsetzender Schneeschmelze durch einen Erdwall vor dem Wasser geschützt. Die wohl ausschließlich pflanzliche Nahrung besteht vor allem aus grünen Pflanzenteilen wie Gras, Kräutern und Seggen, daneben werden auch unterirdische Pflanzenteile und Samen gefressen. Schneemäuse sollen im Herbst „heuen“, also abgebissene Pflanzenteile vor der Einlagerung in der Sonne trocknen lassen.
Die Fortpflanzung findet von Juni bis Ende September statt. Die Tragzeit beträgt 20 bis 22 Tage. Es gibt nur ein bis zwei Würfe im Jahr, die 2–4 Junge umfassen. Die frisch geborenen Jungmäuse wiegen etwa 3,3–4,2 g. Die Augen öffnen sich im Alter von 13 Tagen. Im Frühjahr geborene Weibchen sind noch im selben Jahr geschlechtsreif. Die Lebensdauer beträgt etwa 18 Monate.

## Bestand und Gefährdung
Die Schneemaus ist in geeigneten Habitaten häufig. Für die Art sind weder Massenvermehrungen noch stärkere Dichteschwankungen bekannt. Der Weltbestand gilt laut IUCN als ungefährdet („least concern“), auch in Deutschland wird die Art in der Roten Liste als ungefährdet geführt.